# 磁磘
磁磘，又寫為磁窯、瓷窯，是臺灣臺中市外埔區的一個傳統地域名稱，也是全區行政中心所在地，位於該區中南部。相較於今日行政區，其範圍大致包括大同里、三崁里不含南半葉西南部及東南端。

## 歷史
台灣清治末期，磁磘地區為一街庄，稱為「磁磘庄」，隸屬於苗栗三堡。該庄北與大甲東庄、馬鳴埔庄為鄰，東北與六份庄為鄰，東南與四塊厝庄為鄰，西南邊隔大甲溪與楊厝藔庄為界，西北邊為內水尾庄。
1901年（日明治三十四年）11月，全台廢縣廳改設二十廳，該庄隸屬於苗栗廳。1903年（明治三十六年）6月，該庄編入「外埔區」，仍隸屬於苗栗廳。1909年（明治四十二年）10月，全台二十廳合併為十二廳，苗栗廳廢止，外埔區改隸屬於臺中廳。1920年（大正九年），全台地方制度大改正，該庄改制為「磁磘」大字，隸屬於臺中州大甲郡外埔庄。
戰後外埔庄改制為外埔鄉，隸屬於臺中縣，大字亦改制為村。1950年10月，中、彰、投分治，外埔鄉隸屬不變。2010年12月，隨著臺中縣、市合併為直轄臺中市，外埔鄉改制為外埔區。

## 聚落
本地區發展較早的聚落有磁磘、二崁頭等，在日治期初期的官方地圖上已有記載。此外，本地區尚有后寮仔、四崁、三崁等聚落。

## 交通
國道3號又稱「福爾摩沙高速公路」，是貫穿台灣西部的兩條縱向高速公路之一，大致以東北—西南走向經過本地區西北部凸出部分的邊界地帶，並在市道132號交會處設有大甲交流道，由此可快速前往台灣西部各地。
市道132號（大甲交流道連絡道或外埔外環道）是大安港至后里的道路，大致以北北西—南南東走向轉西向東再轉西北—東南走向經過本地區北部及東北部。由該道路向北北西可前往大甲、大安港並止於區道中7線路口，向東南可前往后里並止於台鐵后里車站。
區道中22線（水美路）是外水尾至外埔的道路，其東側端點位於本地區東北部外埔市區西北側的市道132號舊線（甲后路四段、三段）路口。由此向西偏南經市道132號路口後不遠處出境，可前往內水尾、外水尾東北端、山腳並止於市道132號另一路口。
區道中30線（二崁路、甲后路399巷、中山路、重光路、中山路、六分路）是番子寮至后里的道路，大致以西南西—東北東走向入境後，轉西向東再轉西南—東北走向穿越外埔市區後轉西向東出境。由該道路向西南西可前往內水尾、外水尾西部邊界地帶南側並止於省道台1線路口，向東蜿蜒而行可前往六分、月眉東北部的崎頭、后里北部並止於省道台13線路口。

## 學校
- 外埔國中
- 外埔國小

## 文化資產
- 外埔劉秀才宅（市定古蹟）